# 小林公平
小林 公平（こばやし こうへい、1928年2月24日 - 2010年5月1日、旧姓・三村）は、日本の実業家、作詞家。宝塚音楽学校名誉校長、阪急電鉄名誉顧問・元社長・会長。作詞家としてのペンネームは公文 健。

## 来歴・人物
山梨県出身。慶應義塾幼稚舎・慶應義塾普通部を経て、1945年10月海軍兵学校（75期）卒業。のちに小林の前任の日本民営鉄道協会会長を務めた平松一朗は海軍兵学校の同期である。1950年に慶應義塾大学経済学部卒業後、三菱銀行（現在の三菱UFJ銀行）を経て阪急電鉄へ入社。社長、会長、相談役を務めた。阪急百貨店（現・エイチ・ツー・オー リテイリング）でも監査役、取締役、会長を務め、阪急電鉄や東宝との結束をアピールした。その他、阪急ブレーブスのオーナー（1988年1月1日付けで柴谷貞雄より引き継ぐ）や、関西テレビ放送会長などを務めた。
元々は三菱グループと親密な三村家の出である。阪急阪神東宝グループ創立者である小林一三の三男・小林米三（元阪急電鉄社長）は、子供がいなかったため姪の喜美（一三の次男・松岡辰郎の長女）を養女としており、公平はその喜美と結婚し、小林家の入婿となった。三菱商事元社長の三村庸平は兄、MBSメディアホールディングス会長・毎日放送（MBS）前社長の三村景一は甥にあたる。
阪急ブレーブスは、1988年10月19日に、オリックス（当時オリエント・リース）に譲渡を発表したが、その会見上、「球団創立50年を迎えて、球団を持つ使命を終えました。丁度オリエント・リースから球団譲渡の申し入れがあり、今後のブレーブスのために望ましいと判断して了承しました。」と、譲渡の理由について述べた。譲渡の条件は、1.「上田利治監督の留任」2.「西宮球場を本拠地として使用する」3.「ブレーブスの名前を使う」の三つであった。
当時、阪急ブレーブスの主力投手でオリックスでも活躍した山沖之彦は、死去直後に「オリックスになっても（球団の）納会に顔を見せられた。元宝塚の妻（白川亜樹）、現役の娘（芹香斗亜）とともに気にかけていただいた」とコメントしている。
宝塚歌劇団に対してはブレーブス売却後も精力的な活動を続けており、ペンネームの公文健名義で作詞するなど公演スタッフとしても活動している。公文健名義での活動は宝塚歌劇に限らず、1988年にリリースされた河合奈保子のシングル曲『Harbour Light Memories』の作詞も担当した。この曲は当時阪急が経営していた神戸ポートピアランドのTVCM曲で使用された。
しかし、阪急電鉄本社移転（角田町から茶屋町へ）がブレーブス売却からバブル崩壊までと重なった事、同時期での不動産投資の失敗があった後、阪神・淡路大震災が発生して阪急電鉄に多額の損害が発生した。
2010年3月24日、病気療養のため4月1日付で宝塚音楽学校の理事長と校長を退任し、名誉校長に就任することが明らかになった。宝塚音楽学校の理事長は1987年10月の就任以来約22年6ヶ月間、同じく校長は1996年8月の就任以来13年8ヶ月間それぞれ務めた。2010年4月1日の時点で東宝取締役、宝塚音楽学校名誉校長、千里国際学園理事、慶應義塾評議員を務めていた。
阪急電鉄が宝塚線の開業100周年を迎えた2010年5月1日午前6時20分、肺炎のため大阪府池田市の病院で死去。享年82。日本政府より亡くなった5月1日付で従三位に叙された。
小林の没後1年たった2011年5月30日、没後1周年チャリティースペシャル公演「愛の旋律〜夢の記憶」が、宝塚大劇場で開催されて、当時の宝塚歌劇団の5組のトップスター（蘭寿とむ、霧矢大夢、音月桂、柚希礼音、大空祐飛）をはじめ、OGで女優の鳳蘭、初風諄、現役では轟悠などが出演、同じくOGで女優の檀れいが司会を務めた。
2014年、『宝塚歌劇の殿堂』最初の100人のひとりとして殿堂表彰。
長男の小林公一は阪急電鉄常務取締役創遊事業本部長（2015年4月1日付）で、同職就任までは宝塚歌劇団の理事長も務めていた。

## その他役職
- 財団法人大阪コミュニティ財団顧問
- 財団法人千里国際情報事業財団理事
- 財団法人国際文化交換協会評議員
- 財団法人阪急学園理事長
- 財団法人太平洋人材交流センター評議員
- 大阪商工会議所常議員
- 歴史街道推進協議会相談役
- 財団法人日本生命財団理事
- 財団法人循環器病研究振興財団理事
- 財団法人いけだ市民文化振興財団顧問
- 財団法人日本室内楽振興財団理事
- 日本戦略研究フォーラム顧問
- 財団法人東洋食品研究所理事
- 財団法人日本二分脊椎・水頭症研究振興財団理事
- 財団法人国立京都国際会館理事
- 財団法人東電記念科学技術研究所評議員
- 財団法人日本ファッション協会評議員
- 財団法人ローランド芸術文化振興財団理事
- 財団法人近畿警察官友の会理事
- 財団法人大阪ボーイスカウト振興協会会長（2代目・1996年10月～）[12]
- 大阪防衛協会会長
- 社団法人日本照明家協会顧問

## 賞詞
- 勲一等瑞宝章（2002年）[13]
- 従三位（2010年5月1日）

## 公文健としての作品
- 河合奈保子『Harbour Light Memories』作詞
- 島田歌穂『川の流れる街で』作詞（阪急三番街テーマソング）北館B1Fに設置されていた噴水『アクアマジック』1990年設置当時の式典には小林社長本人が立ち会った。同曲は毎時00分に館内で聴く事ができる（噴水『アクアマジック』は2017年6月4日で撤去）。

## 宝塚歌劇団と自衛隊のエピソード
- 小林と思われる人物が自衛隊の実習幹部に対して行った講話を聴講した、元海上自衛官のブログ[14]
- 『練習艦隊歓迎の夕べ』を取り上げて、宝塚歌劇団の活動を紹介するブログ[15]